# Calamotropha schoenmanni
Calamotropha schoenmanni là một loài bướm đêm trong họ Crambidae.